# تراموا دبرتسن
تراموا دبرتسن (انگلیسی: Trams in Debrecen) سیستم تراموا در شهر دبرتسن، مجارستان است.
این تراموا که در سال ۱۹۱۱ تأسیس شده دارای ۲ خط، ۲۶ ایستگاه و ۹ کیلومتر طول می‌باشد.

## نگارخانه

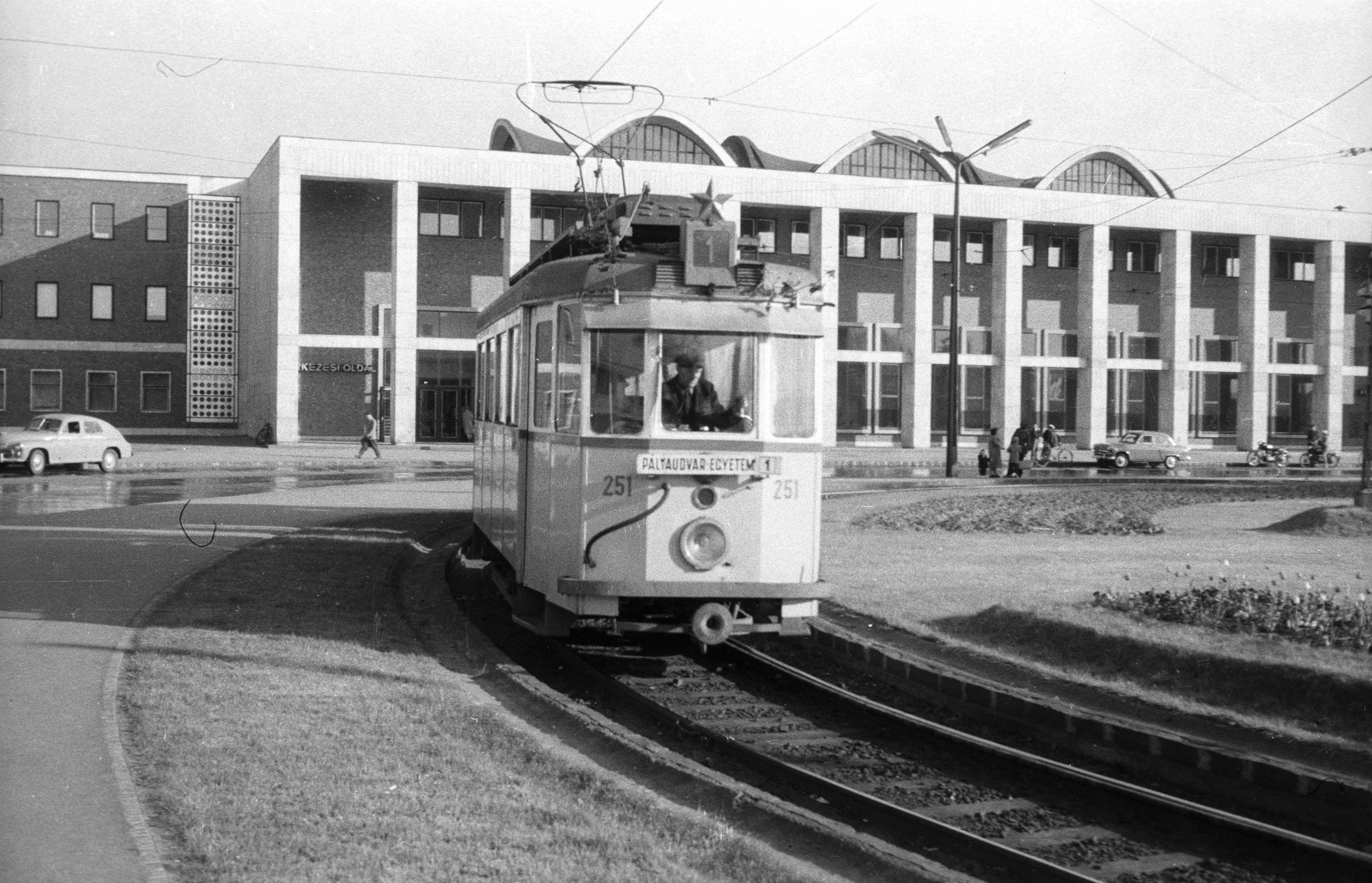
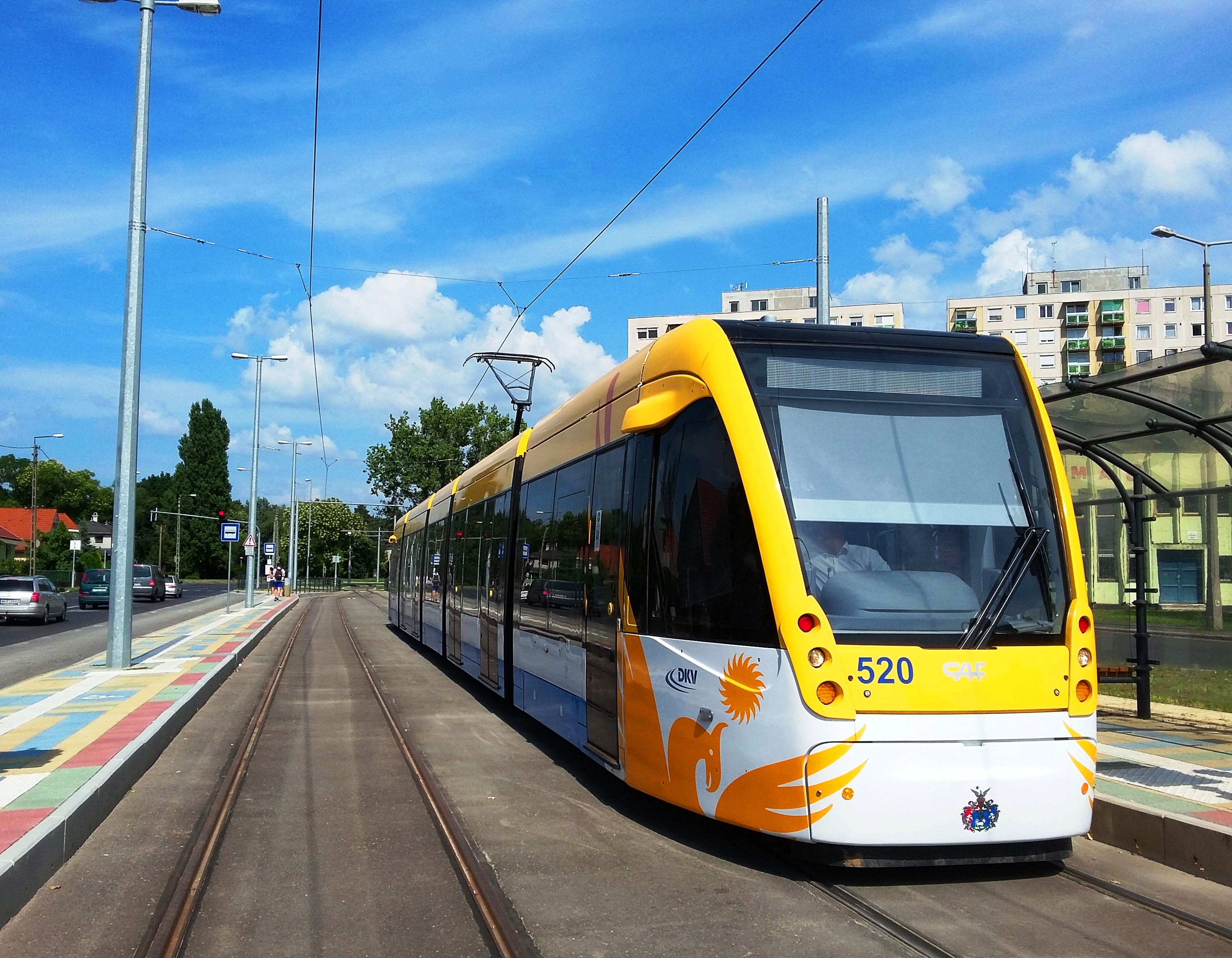
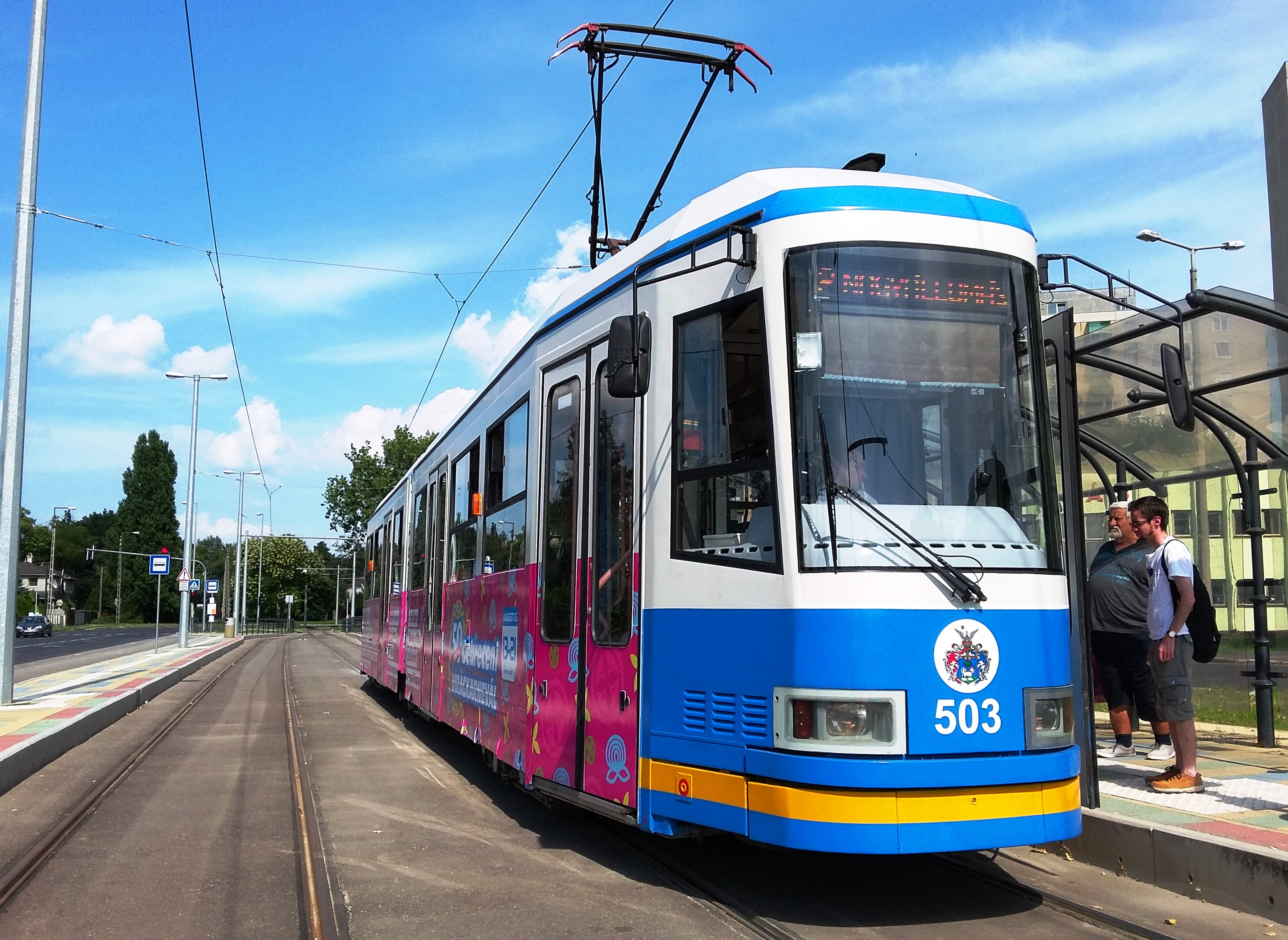
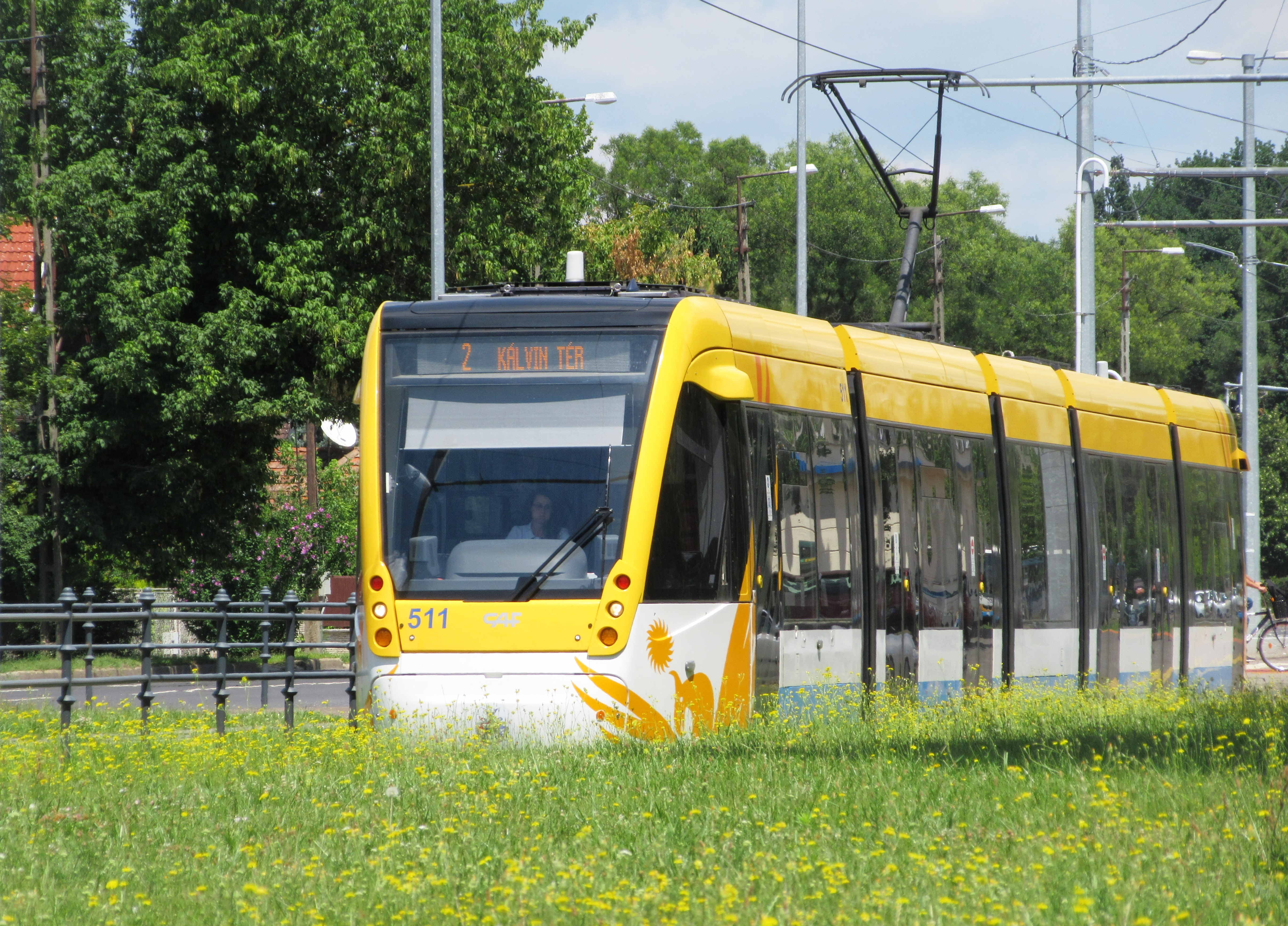